# Edilbert Dinkelborg
Edilbert Dinkelborg (Ordensname; eigentlich Engelbert) OFM (* 7. November 1918 in Epe; † 31. Dezember 1991 in Salvador, Brasilien) war ein deutscher Ordensgeistlicher und römisch-katholischer Bischof von Oeiras-Floriano in Brasilien.

## Herkunft und Ausbildung
Engelbert Dinkelborg wurde als Sohn des Leiters der Eper Gasanstalt, Bernhard Dinkelborg, und seiner Ehefrau Gertrud, geb. Meier, geboren. Gemeinsam mit vier Brüdern und fünf Schwestern wuchs er auf, besuchte die Klosterschule im nahe gelegenen Kloster Bardel und trat unter ausdrücklicher Billigung seiner Eltern bereits mit sechzehn Jahren in den Franziskanerorden ein. Um sich den heraufziehenden Repressalien des nationalsozialistischen Regimes zu entziehen, schloss sich Dinkelborg am 17. Mai 1935 dem in Bardel so genannten „Kinderkreuzzug“ an, bei dem etliche ältere Schüler und mehrere Franziskanerbrüder nach Brasilien auswanderten. Dort studierte Dinkelborg Philosophie und Theologie und wurde am 19. Juni 1943 zum Priester geweiht. Erst zehn Jahre später konnte er erstmals wieder seine Heimat besuchen und in der dortigen Pfarrkirche St. Agatha seine Heimatprimiz feiern.

## Wirken
Am 20. Juni 1959 ernannte Papst Johannes XXIII. Dinkelborg zum Bischof von Oeiras, und am 11. Oktober 1959 empfing dieser durch Erzbischof Armando Lombardi, den Apostolischen Nuntius in Brasilien, die Bischofsweihe. Mitkonsekratoren waren Fernando Gomes dos Santos, Erzbischof von Goiânia und Anselmo Pietrulla OFM, Bischof von Tubarão. In seiner Diözese setzte sich Dinkelborg über Jahrzehnte vor allem für die Weiterentwicklung der Region und die Existenzsicherung der Menschen ein. Bei regelmäßigen Besuchen in Deutschland pflegte er rege Kontakte zu zahlreichen Einzelpersonen, Gruppen und Verbänden, die seine Arbeit unterstützten. Während des Zweiten Vatikanischen Konzils nahm Dinkelborg als Konzilsvater an allen vier Sitzungsperioden teil. Nachdem er über 32 Jahre eines der ärmsten Bistümer Brasiliens geleitet hatte, starb Dinkelborg unerwartet am Silvestertag des Jahres 1991.

## Ehrungen
Posthum erfuhr Dinkelborg zahlreiche Ehrungen, von denen hier lediglich einige genannt seien:
- 1994 wurde ein Teil des interdiözesanen Priesterseminars von Piauí in Casa de Filosofia Dom Edilberto Dinkelborg benannt.
- 1995 wurde in Salvador da Bahia eine Schule gegründet, die zu Ehren Dinkelborgs Escola Dom Edilberto heißt.
- 2003 wurde im Bistum Oeiras die Stiftung Fundação Dom Edilberto Dinkelborg ins Leben gerufen, die unter anderem die Unterstützung von Kleinbauern durch Gründung landwirtschaftlicher Genossenschaften sowie die Eingliederung beziehungsweise Wiedereingliederung von Jugendlichen und Erwachsenen in den Arbeitsmarkt zum Ziel hat.